# Fredede bygninger i Silkeborg Kommune
Denne liste over fredede bygninger i Silkeborg Kommune viser alle fredede bygninger i Silkeborg Kommune, bortset fra kirker. Listen bygger på data fra Kulturarvsstyrelsen.
| Sagsnavn                               | Komplekstype           | Opførelsesår | Adresse                               | Koordinater                                 | Fredningsår (1. fredning) | ID (Link til Kulturarv.dk) | Billede     |
| -------------------------------------- | ---------------------- | ------------ | ------------------------------------- | ------------------------------------------- | ------------------------- | -------------------------- | ----------- |
| Aunsbjerg                              |                        | 1540         | Aunsbjergvej 2A, 8620 Kjellerup       | 56°19′20″N 9°24′56″Ø / 56.32235°N 9.41555°Ø |                           | 740-26408-1                | Upload foto |
| Fischers Hospital                      |                        | 1777         | Erik Glippings Vej 1, 8643 Ans By     | 56°16′35″N 9°37′09″Ø / 56.27628°N 9.61908°Ø |                           | 740-27379-1                | Upload foto |
| Fischers Hospital                      |                        | 1777         | Erik Glippings Vej 1, 8643 Ans By     | 56°16′35″N 9°37′09″Ø / 56.27628°N 9.61908°Ø |                           | 740-27379-2                | Upload foto |
| Grønbæk Præstegård                     |                        | 1757         | Præstevangen 39, 8643 Ans By          | 56°16′30″N 9°37′11″Ø / 56.27509°N 9.61977°Ø |                           | 740-33150-1                | Upload foto |
| Jernbanebroer (2 stk.) over Remstrup Å | Jernbanebro            |              | Sejsvej 0, 8600 Silkeborg             | 56°09′52″N 9°33′20″Ø / 56.16447°N 9.55542°Ø |                           | 740--3--2                  | Upload foto |
| Jernbanebroer (2 stk.) over Remstrup Å | Jernbanebro (tidl.)    |              | Sejsvej 0, 8600 Silkeborg             | 56°09′52″N 9°33′20″Ø / 56.16447°N 9.55542°Ø |                           | 740--3--1                  | Upload foto |
| Liselund                               |                        | 1790         | Aunsbjergvej 6, 8620 Kjellerup        | 56°19′12″N 9°23′21″Ø / 56.32001°N 9.38911°Ø |                           | 740-26409-1                | Upload foto |
| Liselund                               |                        | 1855         | Aunsbjergvej 6, 8620 Kjellerup        | 56°19′12″N 9°23′21″Ø / 56.32001°N 9.38911°Ø |                           | 740-26409-2                | Upload foto |
| Liselund                               |                        | 1800         | Aunsbjergvej 6, 8620 Kjellerup        | 56°19′12″N 9°23′21″Ø / 56.32001°N 9.38911°Ø |                           | 740-26409-3                | Upload foto |
| Liselund                               |                        | 1915         | Aunsbjergvej 6, 8620 Kjellerup        | 56°19′12″N 9°23′21″Ø / 56.32001°N 9.38911°Ø |                           | 740-26409-4                | Upload foto |
| Marsvinslund                           |                        | 1654         | Marsvinslundvej 10A, 8620 Kjellerup   | 56°20′38″N 9°23′16″Ø / 56.34388°N 9.38779°Ø |                           | 740-28492-1                | Upload foto |
| Silkeborg Hovedgård                    | Silkeborg museum       | 1767         | Hovedgårdsvej 7, 8600 Silkeborg       | 56°10′09″N 9°33′11″Ø / 56.16903°N 9.55311°Ø |                           | 740-9096-1                 | Upload foto |
| Silkeborg Hovedgård                    | Silkeborg museum-udhus | 1897         | Hovedgårdsvej 7, 8600 Silkeborg       | 56°10′09″N 9°33′11″Ø / 56.16903°N 9.55311°Ø |                           | 740-9096-3                 | Upload foto |
| Silkeborg Ting- og Arresthus           | Retsbygning            | 1857         | Torvet 2A, 8600 Silkeborg             | 56°10′09″N 9°32′55″Ø / 56.16923°N 9.54871°Ø |                           | 740-15947-1                | Upload foto |
| Silkeborg Vandtårn                     | Vandtårn               | 1902         | Amaliegade 49, 8600 Silkeborg         | 56°09′55″N 9°32′59″Ø / 56.16526°N 9.54964°Ø |                           | 740-21271-1                | Upload foto |
| Vinderslevholm                         |                        | 1442         | Vinderslevholmvej 56A, 8620 Kjellerup | 56°15′14″N 9°28′59″Ø / 56.25381°N 9.48312°Ø |                           | 740-30676-1                | Upload foto |
| Vinderslevholm                         |                        | 1750         | Vinderslevholmvej 56A, 8620 Kjellerup | 56°15′14″N 9°28′59″Ø / 56.25381°N 9.48312°Ø |                           | 740-30676-2                | Upload foto |
| Vinderslevholm                         |                        | 1720         | Vinderslevholmvej 56B, 8620 Kjellerup | 56°15′15″N 9°29′01″Ø / 56.25405°N 9.48355°Ø |                           | 740-30676-3                | Upload foto |